# Rio Bascov
O Rio Bascov é um rio da Romênia afluente do Rio Argeş, localizado no distrito de Argeş.